# Never Let Me Go (phim 2010)
Never Let Me Go là một phim điện ảnh chính kịch lãng mạn dystopia của Anh Quốc năm 2010, dựa trên cuốn tiểu thuyết Mãi đừng xa tôi của Kazuo Ishiguro xuất bản năm 2005. Phim do Mark Romanek đạo diễn từ kịch bản của Alex Garland. Never Let Me Go lấy bối cảnh trong một lịch sử hư cấu và xoay quanh các nhân vật Kathy, Ruth và Tommy (lần lượt do Carey Mulligan, Keira Knightley và Andrew Garfield thủ vai) rơi vào một mối tình tay ba. Phim khởi quay vào tháng 4 năm 2009 và kéo dài trong nhiều tuần. Phim do DNA Films và Channel Four Films phối hợp sản xuất với kinh phí $15 triệu USD.

## Diễn viên
- Carey Mulligan vai Kathy H
  - Isobel Meikle-Small vai Kathy (lúc trẻ)
- Keira Knightley vai Ruth C
  - Ella Purnell vai Ruth (lúc nhỏ)
- Andrew Garfield vai Tommy D
  - Charlie Rowe vai Tommy (lúc trẻ)
- Sally Hawkins trong vai Lucy
- Charlotte Rampling trong vai Emily
- Nathalie Richard vai Madame
- Domhnall Gleeson vai Rodney
- Andrea Riseborough vai Chrissie